# Pseudocarcinus
Pseudocarcinus is een geslacht van kreeftachtigen uit de klasse van de Malacostraca (hogere kreeftachtigen).

## Soort
- Pseudocarcinus gigas (Lamarck, 1818)